# Conoïdeus
Els conoïdeus (Conoidea) són una superfamília de mol·luscs gastròpodes del subordre Hypsogastropoda. Aquesta superfamilia abasta les famílies Clavatulidae, Conidae (Cons), Drilliidae, Pseudomelatomidae, Speightiidae, Strictispiridae, Terebridae, i Turridae.